# Зосим Тумански
Преподобни Зосим Тумански је био један од монаха синаита из друге половине 14. века који су у Србију дошли за време кнеза Лазара.
Био је велики молитвеник и духовник. По предању овај Синаит је живео сам у каменој пећини код данашњег манастира Туман. Подизање овог манастира, посвећеног Светом архистратигу Михаилу, везано је за име Милоша Обилића, који је у време кнеза Лазара управљао Браничевском облашћу. По предању, Милош је приликом лова нехотице устрелио пустињака Зосима. Тако тешко рањеног Милош га је понео у свој двор у месту Двориште да му се укаже помоћ. Старац Зосим, осећајући свој крај рече Милошу: „Ту мани и остави ме да ту умрем”. На место где старац издахну Милош га сахрани и над гробом подиже цркву, односно манастир који се и данас зове „Туман”.
Мошти преподобног Зосима налазе се у цркви манастира Туман и откривене су 8. августа 1936. године.
О чудима која су се дешавала везано за њега снимљен је филм „Чудотворац тумански” 2022. године.

## Веровања
Народ данас са многих страна притиче, молећи од светитеља лека својим болестима и избављење од невоља. У редовима за молитву има свакојаких који, примивши утеху и благослов светитеља и из Тумана, одлазе као нови људи. У манастирском летопису записани су многи случајеви чудесних исцељења - од карцинома, леукемије, нечистих сила, бездетности... Светитељ се до данас, јавља онима који га усрдно моле, дарујући мир, благослов и утеху.